# Tribalus bicarinatus
Tribalus bicarinatus är en skalbaggsart som beskrevs av Lewis 1908. Tribalus bicarinatus ingår i släktet Tribalus och familjen stumpbaggar. Inga underarter finns listade i Catalogue of Life.